# Frontière entre le Brésil et la France
La frontière entre le Brésil et la France est une frontière internationale délimitant les territoires nationaux du Brésil et de la France dans le nord-est de l'Amérique du Sud ainsi qu'au large de celle-ci dans l'ouest de l'océan Atlantique. Longue de 730,4 km,,, sa composante terrestre est continue et sépare l'État brésilien de l'Amapá de la Guyane, qui est à la fois une région et un département d'outre-mer.

## Géographie

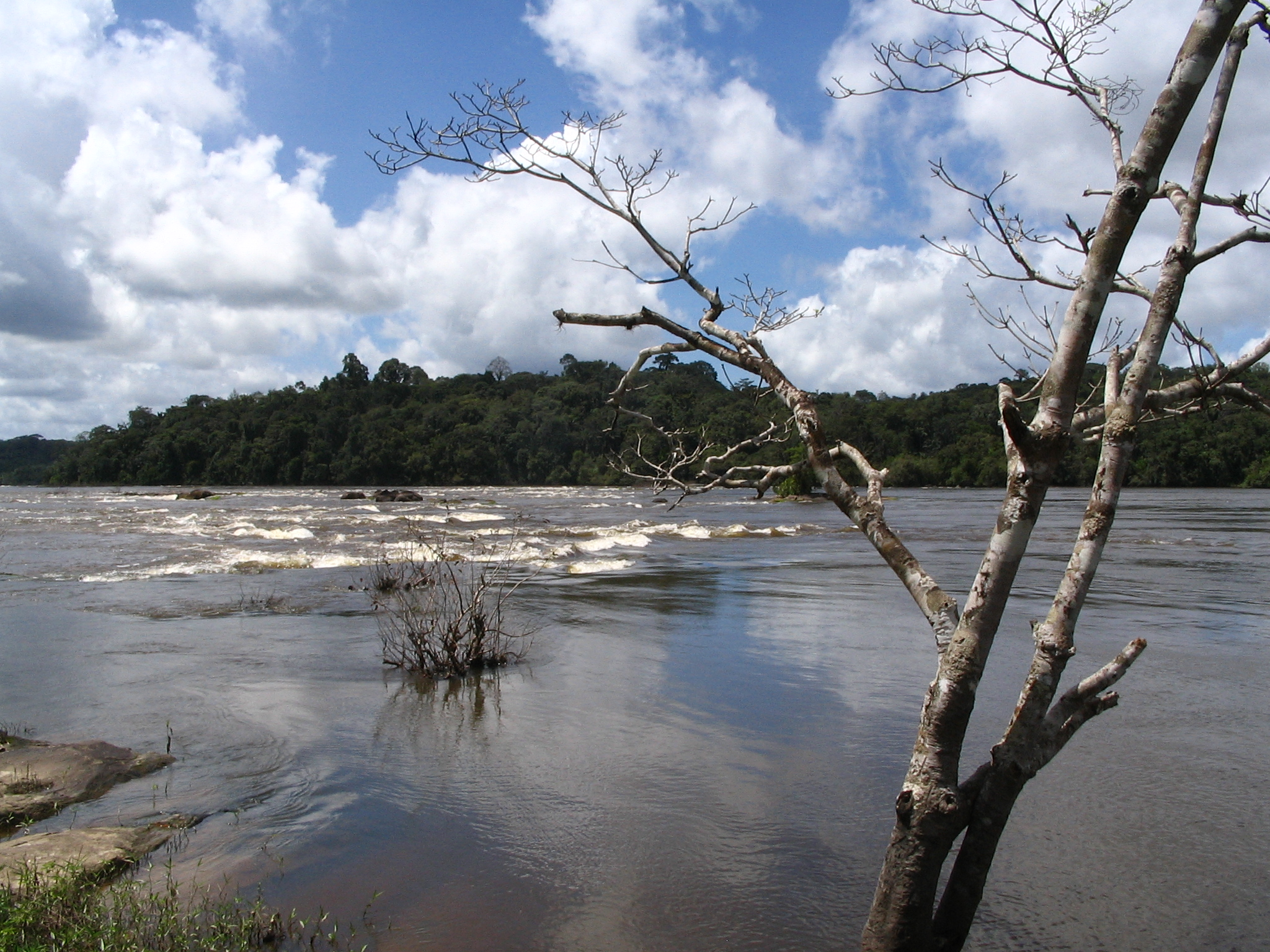
La frontière au niveau du saut Maripa sur l'Oyapock.

À son extrémité sud-ouest, la frontière franco-brésilienne débute sur le plateau des Guyanes par un tripoint où elle rencontre la frontière entre le Brésil et le Suriname et la frontière entre ce pays et la France. Appelé Koulimapopann sur les cartes de l'Institut national de l'information géographique et forestière, il est situé à 2° 20′ 15,2″ N, 54° 26′ 04,4″ O.
De ce point, elle court plein est sur 303,2 km le long de la ligne de partage des eaux entre le bassin de l'Amazone et les fleuves guyanais se jetant directement dans l'océan Atlantique. Elle borde ainsi la limite de la commune française de Camopi face au municipio brésilien de Laranjal do Jari. Elle rejoint ensuite le cours de l'Oyapock, qui coule en direction du nord dans la forêt équatoriale, et sert cette fois de frontière sur 427,2 km entre les territoires de Camopi et Saint-Georges d'une part et d'Oiapoque d'autre part.
Elle atteint l'embouchure du fleuve à l'ouest du cap Orange à 4° 30′ 30″ N, 51° 38′ 12″ O. De ce point, qui est situé dans la baie de l'Oyapock, elle se prolonge par une frontière maritime qui sépare les eaux territoriales des deux pays. Auparavant, dix bornes matérialisent la frontière sur le terrain.
En suivant son tracé, la frontière parcourt 730,4 km, ce qui fait d'elle la plus longue des frontières de la France devant la frontière franco-espagnole, qui est plus courte d'environ cent kilomètres. Elle est en revanche la plus courte des dix frontières du Brésil après sa frontière avec le Suriname. C'est par ailleurs la 121e plus longue frontière terrestre du monde juste derrière la  frontière finno-norvégienne et juste devant la frontière entre la Géorgie et la Russie.

## Histoire
Les bases de cette frontière remontent à l'article 8 du traité d'Utrecht de 1713 entre la France et le Portugal : « Que la navigation de l'Amazone, ainsi que les deux rives du fleuve, appartiendront au Portugal, et que la rivière de Japoc ou Vincent Pinçon servira de limite aux deux colonies ». Dans cet article, la France avait abandonné, au profit du Portugal, tous ses droits qu'elle réclamait sur les terres appelées du cap Nord, situées entre l'Amazone et la rivière du Japoc ou de Vincent Pinçon. À l'époque, les géographes pensaient que ces deux fleuves ne faisaient qu'un, donnant parfois le nom de cap Nord au cap Orange. Les recherches ultérieures ont montré qu'il y avait une différence de deux degrés de latitude entre les deux fleuves. La France considérait que le fleuve Japoc dont il était question dans le texte correspondait au fleuve Araguary tandis que pour le Brésil il s'agissait du fleuve Oiapoque. Le litige se poursuit durant deux siècles, la France et le Brésil devenu indépendant installèrent tour à tour postes militaires et missions chrétiennes dans ce qui devint le contesté franco-brésilien, et s'accusèrent mutuellement d'enfreindre leur intégrité territoriale respective. Cette contestation a été tranchée une première fois par le Directoire de la République française par le traité du 20 août 1797 qui fixe la frontière à la rivière Vincent Pinçon, au cap Nord.
À la suite des guerres napoléoniennes, Cayenne est occupée par les troupes anglo-portugaises, en 1809. L'article 10 du traité de Paris de 1814 prévoit la restitution à la France de la Guyane telle qu'elle existait au 1er janvier 1792, faisant revivre la contestation. Le prince-régent du Brésil ayant refusé de signer cet article, les plénipotentiaires réunis au congrès de Vienne tranchèrent pour une restitution de la Guyane jusqu'à l'Oyapock à l'article 106 et ont renvoyé à une discussion amiable entre la France et le Portugal pour la zone contestée. Finalement, un arbitrage international assuré par la Suisse donne raison au Brésil en 1900 : arrivée bien préparée, sa délégation, menée par le baron de Rio Branco, qui avait déjà obtenu un arbitrage favorable face à l'Argentine, gagne les arbitres à ses vues, tandis que la France, peu soucieuse de la question et accaparée par la colonisation de l'Afrique, envoie des diplomates peu au fait de la question (Vicomte Henri de Lavaur de Sainte-Fortunade). 260 000 km2 de territoire qui auraient multiplié par quatre la surface du territoire guyanais échappent ainsi à la France et rejoignent l'escarcelle du Brésil, qui ne cesse à cette époque de grignoter des terres au détriment des pays voisins.
Vestige culturel de cette période, demeurent encore dans l'Amapá des communautés amérindiennes parlant un créole guyanais ancien.

## Points de passage

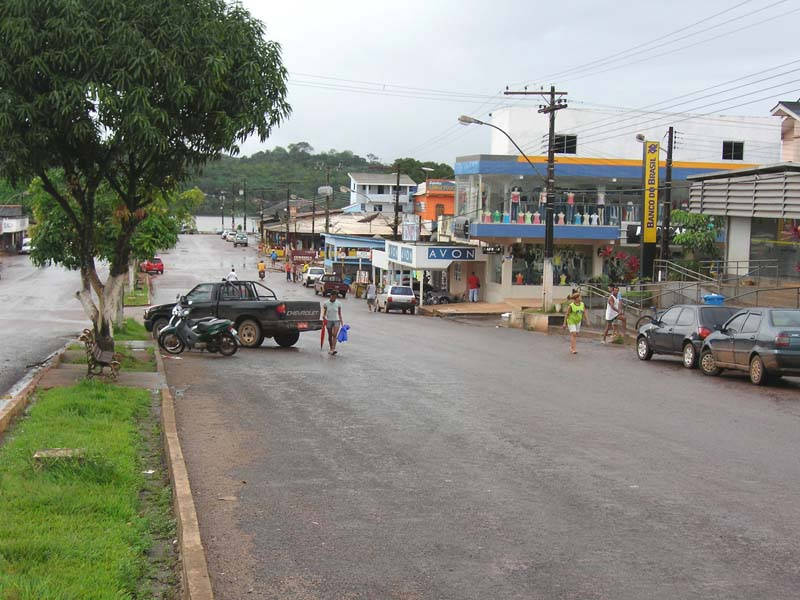
Vue d'Oiapoque, au Brésil, descendant vers les quais. Le fleuve est visible dans le fond de l'image.

La frontière étant située dans une zone de forêt équatoriale traversée de cours d'eau et souvent marécageuse, le passage de la Guyane au Brésil a longtemps été très difficile.

### Passage entre Saint-Georges-de-l'Oyapock et Oiapoque
La construction en 2003 d'un pont sur l'Approuague à Régina permettant de relier Cayenne à Saint-Georges sur la frontière via la RN 2 en deux heures et demie de route a constitué une première étape dans la réalisation de cette liaison. Les Cayennais prennent l'habitude de faire leurs achats dans le pays voisin, à des prix bien moins élevés qu'en Guyane, tandis que dans l'autre sens les Brésiliens vont chercher du travail en France.
Un projet de loi français déposé en juillet 2005 prévoit l'ouverture d'un pont sur l'Oyapock au niveau des villes-frontières de Saint-Georges-de-l'Oyapock en France et d'Oiapoque au Brésil, rendant enfin possible la traversée de la frontière par voie routière, alors que ce n'était auparavant possible qu'en prenant un bac qui faisait la navette en moins d'une demi-heure. L'accord est ratifié par le Brésil en 2006 et par la France en 2007. À la suite d'un appel d'offres lancé en 2008, le chantier est attribué au groupement brésilien EGESA /CMT. Les travaux débutent fin 2009 et s'achèvent au deuxième semestre 2011, mais en 2015, le pont n'est pas encore ouvert à la circulation. De l'autre côté du fleuve, la route BR-156, partiellement asphaltée, permet de rejoindre la capitale de l'Amapà, Macapá. Son inauguration a finalement lieu le 18 mars 2017.

### Dans l'intérieur des terres
Le fleuve Oyapock, accessible aux pirogues sur la majeure partie de son cours, est traversé en de nombreux autres points par les Amérindiens de la région, soit les Wayana, Teko, Kali'na, Palikur et autres Wayãmpi, dont le territoire est à cheval sur la frontière. Il est également traversé par des migrants économiques brésiliens qui viennent s'installer en Guyane, notamment les chercheurs d'or ou garimpeiros qui remontent l'Oyapock pour exploiter ses affluents. Des villages de garimpeiros se sont ainsi formés sur les rives brésiliennes de l'Oyapock : en face de la Crique Sikini et Villa Brasil en face du bourg de Camopi (Villa Brasil s'est surtout développé à l'époque où les Amérindiens de Camopi ont commencé à toucher des aides sociales). Il y aurait en Guyane 40 000 étrangers en situation irrégulière, voire 200 000 selon les dernières estimations, dont 70 % de nationalité brésilienne provenant essentiellement des États pauvres de l'Amapá et du Pará qui profitent de la faible surveillance de la frontière pour venir s'installer en Guyane.

## Surveillance

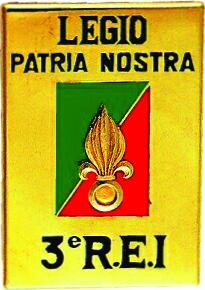
Insigne du 3e régiment étranger d'infanterie qui patrouille le long de l'Oyapock.

La surveillance des frontières guyanaises constitue le premier cercle de protection du centre spatial situé à Kourou. Les forces armées françaises ont en outre pour mission d'endiguer l'immigration clandestine, et de contrôler les trafics en tous genres en provenance des pays voisins.
Le contrôle de la limite entre la France et le Brésil tout comme celle avec le Suriname est rendu très difficile par sa longueur et par la nature des terrains. Hormis dans la zone contiguë à Saint-Georges, les patrouilles de surveillance ne peuvent s'effectuer que par voie fluviale, par les sentes forestières et exceptionnellement par hélicoptère, la canopée rendant difficile tout atterrissage. Le 3e régiment d'infanterie de la Légion étrangère affecte constamment deux sections, relevées tous les mois, à cette mission. Celles-ci, formées au combat en milieu équatorial, s'enfoncent parfois de 50 kilomètres dans la forêt et patrouillent en particulier la zone du haut Oyapock, très isolée à partir de leur base de Camopi,.
La gendarmerie, qui dispose d'une brigade renforcée d'éléments mobiles à Saint-Georges-de-l'Oyapock et d'un détachement de quelques hommes à Camopi, contrôle surtout la RN 2, passage obligé vers Cayenne. Les gendarmes de Camopi s'occupent de la surveillance du vaste territoire de cette commune, se rendant une fois par trimestre dans le secteur de Trois Sauts à l'extrême sud de la région.
La Police aux frontières et la Douane ont aussi des unités basées à Saint-Georges. Récemment renforcées en prévision de l'ouverture du pont sur l'Oyapock, elles officient essentiellement sur la RN 2 et à ses abords.

### Vidéographie
- Oyapock, 2012, documentaire de 53 minutes, tourné durant plus d'un an en immersion auprès des habitants des villes frontalières.